# Мала-Нешавка
Мала-Нешавка (пол. Mała Nieszawka) — крупнейшая деревня гмины Велька-Нешавка в Торуньском повете Куявско-Поморского воеводства, Польша. Расположена на левом берегу Вислы, граничит с Подгужем — левобережным районом Торуня.

## История
- 1255 год — первое упоминание как Nesowia
- 1422 год — разрушение тевтонского замка после Меленского мира
- 1975-1998 годы — в составе Торуньского воеводства
- После Второй мировой войны — административный центр гмины Подгуж

## Достопримечательности

### Замок тевтонских рыцарей
- Развалины замка комтура (XIII—XV вв.)[3]
- Сохранившиеся фундаменты и подвалы
- Разобран по условиям Меленского мира 1422 года

### Меннонитское наследие
- Деревянная молельня меннонитов (1890 г.)
- В настоящее время используется как католическая церковь
- Характерная голландская архитектура

## Современность
По данным 2011 года население составляет 2204 человека — это крупнейший населённый пункт гмины.